# Погромка (приток Урала)
Погромка — река в России, протекает по Оренбургской области. Устье реки находится в 1246 км по правому берегу реки Урал. Длина реки составляет 13 км.

## Данные водного реестра
По данным государственного водного реестра России относится к Уральскому бассейновому округу, водохозяйственный участок реки — российская часть бассейна реки Урал ниже впадения в него реки Сакмара без реки Илек. Речной бассейн реки — Урал (российская часть бассейна).
Код объекта в государственном водном реестре — 12010001012112200007269.